# Lisková
Lisková (hongrois : Liszkófalu) est un village de Slovaquie situé dans la région de Žilina.

## Histoire
La première mention écrite du village date de 1252.

## Démographie

### Évolution de la population
| Année:               | 1994. | 2004.   | 2014.   | 2024.   |
| -------------------- | ----- | ------- | ------- | ------- |
| Nombre de personnes: | 2106  | 2127    | 2117    | 1999    |
| Différence:          |       | +0,99 % | -0,47 % | -5,57 % |

| Année:               | 2023. | 2024.   |
| -------------------- | ----- | ------- |
| Nombre de personnes: | 2010  | 1999    |
| Différence:          |       | -0,54 % |